# Holiday Lake (Iowa)
Holiday Lake es un lugar designado por el censo ubicado en el condado de Poweshiek en el estado estadounidense de Iowa. En el Censo de 2010 tenía una población de 433 habitantes y una densidad poblacional de 98,23 personas por km².

## Geografía
Holiday Lake se encuentra ubicado en las coordenadas 41°49′0″N 92°26′54″O / 41.81667, -92.44833. Según la Oficina del Censo de los Estados Unidos, Holiday Lake tiene una superficie total de 4.41 km², de la cual 4 km² corresponden a tierra firme y (9.34%) 0.41 km² es agua.

## Demografía
Según el censo de 2010, había 433 personas residiendo en Holiday Lake. La densidad de población era de 98,23 hab./km². De los 433 habitantes, Holiday Lake estaba compuesto por el 98.15% blancos, el 0.46% eran afroamericanos, el 1.15% eran amerindios, el 0.23% eran asiáticos, el 0% eran isleños del Pacífico, el 0% eran de otras razas y el 0% pertenecían a dos o más razas. Del total de la población el 0.92% eran hispanos o latinos de cualquier raza.